# Przedecz (jezioro)
Przedecz – jezioro rynnowe w woj. wielkopolskim, w pow. kolskim, w gminie Przedecz, leżące na terenie Pojezierza Kujawskiego.

## Charakterystyka
Przepływa przez nie rzeka Noteć. Położone 10 km na północ od Kłodawy i 13 km na południowy zachód od Chodcza. Brzegi o zróżnicowanej wysokości, po stronie południowej zalesione. Jezioro ma z tendencję do eutrofizacji. Z tego powodu nadaje się ono praktycznie jedynie do hodowli ryb.
Przy wschodnim brzegu jeziora leży miasto Przedecz, z niewielką plażą.

## Dane morfometryczne
Powierzchnia zwierciadła wody według różnych źródeł wynosi od 83,5 ha do 94,7 ha. 
Zwierciadło wody położone jest na wysokości 111,4 m n.p.m. lub 111,8 m n.p.m. Średnia głębokość jeziora wynosi 0,9 m, natomiast głębokość maksymalna 1,9 m.
W oparciu o badania przeprowadzone w 1999 roku wody jeziora zaliczono do III klasy czystości.

## Hydronimia
Według urzędowego spisu opracowanego przez Komisję Nazw Miejscowości i Obiektów Fizjograficznych (KNMiOF) nazwa tego jeziora to Przedecz. W różnych publikacjach i na mapach topograficznych jezioro to występuje pod nazwą Przedeckie.